# Vahan Bichakhchyan
Vahan Bichakhchyan (Gjumri, 1999. július 9. –) örmény válogatott labdarúgó, a lengyel Pogoń Szczecin középpályása.

## Pályafutása

### Klubcsapatokban
Bichakhchyan az örményországi Gjumri városában született. Az ifjúsági pályafutását a helyi Sirak Gjumri akadémiájánl kezdte.
2015-ben mutatkozott be a Sirak Gjumri felnőtt csapatában. 2017-ben a szlovák első osztályban szereplő Žilinához igazolt. Először a 2018. február 24-ei, Slovan Bratislava ellen 6–0-ra elvesztett mérkőzés 82. percében, Miroslav Káčer cseréjeként lépett pályára. Első gólját 2020. június 28-án, a Ružomberok ellen 2–1-es vereséggel zárult találkozón szerezte meg.
2022. január 10-én 3½ éves szerződést kötött az első osztályban érdekelt Pogoń Szczecin együttesével. 2022. február 25-én, a Piast Gliwice ellen 2–0-ra megnyert bajnoki 62. percében, Sebastian Kowalczykt váltva debütált, majd a 82. percben meg is szerezte első gólját a klub színeiben.

### A válogatottban
Bichakhchyan az U19-es és az U21-es korosztályú válogatottakban is képviselte Örményországot.
2020-ban debütált a felnőtt válogatottban. Először 2020. szeptember 8-án, Észtország ellen 2–0-ra megnyert mérkőzés 64. percében, Arshak Koryan cseréjeként lépett pályára. Első válogatott gólját 2021. június 5-én, Svédország ellen 3–1-re elvesztett barátságos mérkőzésen szerezte meg.

## Statisztikák
2023. március 11. szerint
| Klub           | Szezon   | Osztály      | Bajnokság | Bajnokság | Kupa  | Kupa | Nemzetközi | Nemzetközi | Összesen | Összesen |
| Klub           | Szezon   | Osztály      | Meccs     | Gól       | Meccs | Gól  | Meccs      | Gól        | Meccs    | Gól      |
| -------------- | -------- | ------------ | --------- | --------- | ----- | ---- | ---------- | ---------- | -------- | -------- |
| Žilina         | 2017–18  | Fortuna Liga | 8         | 0         | 3     | 1    | —          | —          | 11       | 1        |
| Žilina         | 2018–19  | Fortuna Liga | 1         | 0         | 0     | 0    | —          | —          | 1        | 0        |
| Žilina         | 2019–20  | Fortuna Liga | 8         | 1         | 2     | 0    | —          | —          | 10       | 1        |
| Žilina         | 2020–21  | Fortuna Liga | 28        | 11        | 5     | 1    | 1          | 0          | 34       | 12       |
| Žilina         | 2021–22  | Fortuna Liga | 15        | 6         | 2     | 2    | 8          | 4          | 25       | 12       |
| Žilina         | Összesen | Összesen     | 60        | 18        | 12    | 4    | 9          | 4          | 81       | 26       |
| Pogoń Szczecin | 2021–22  | Ekstraklasa  | 14        | 3         | 0     | 0    | —          | —          | 14       | 3        |
| Pogoń Szczecin | 2022–23  | Ekstraklasa  | 21        | 4         | 2     | 0    | 4          | 0          | 27       | 4        |
| Pogoń Szczecin | Összesen | Összesen     | 35        | 7         | 2     | 0    | 4          | 0          | 41       | 7        |
| Összesen       | Összesen | Összesen     | 95        | 25        | 14    | 4    | 13         | 4          | 122      | 33       |

### A válogatottban
| Válogatott   | Év       | Pályára lépés | Gól |
| ------------ | -------- | ------------- | --- |
| Örményország | 2020     | 5             | 0   |
| Örményország | 2021     | 6             | 1   |
| Örményország | 2022     | 10            | 2   |
| Összesen     | Összesen | 21            | 3   |

#### Góljai a válogatottban
| # | Időpont           | Helyszín                                                    | Ellenfél   | Gólok | Eredmény | Kiírás                                     |
| - | ----------------- | ----------------------------------------------------------- | ---------- | ----- | -------- | ------------------------------------------ |
| 1 | 2021. június 5.   | Friends Arena, Solna község, Svédország                     | Svédország | 1–2   | 1–3      | Barátságos mérkőzés                        |
| 2 | 2022. március 24. | Vazgen Sargsyan Köztársasági Stadion, Jereván, Örményország | Montenegró | 1–0   | 1–0      | Barátságos mérkőzés                        |
| 3 | 2022. június 14.  | Vazgen Sargsyan Köztársasági Stadion, Jereván, Örményország | Skócia     | 1–4   | 1–4      | 2022–2023-as UEFA Nemzetek Ligája (B liga) |

## Sikerei, díjai
Žilina
- Fortuna Liga
  - Ezüstérmes (1): 2019–20

- Szlovák Kupa
  - Döntős (2): 2018–19, 2020–21